# Palazzo del Conte (Kirkwall)

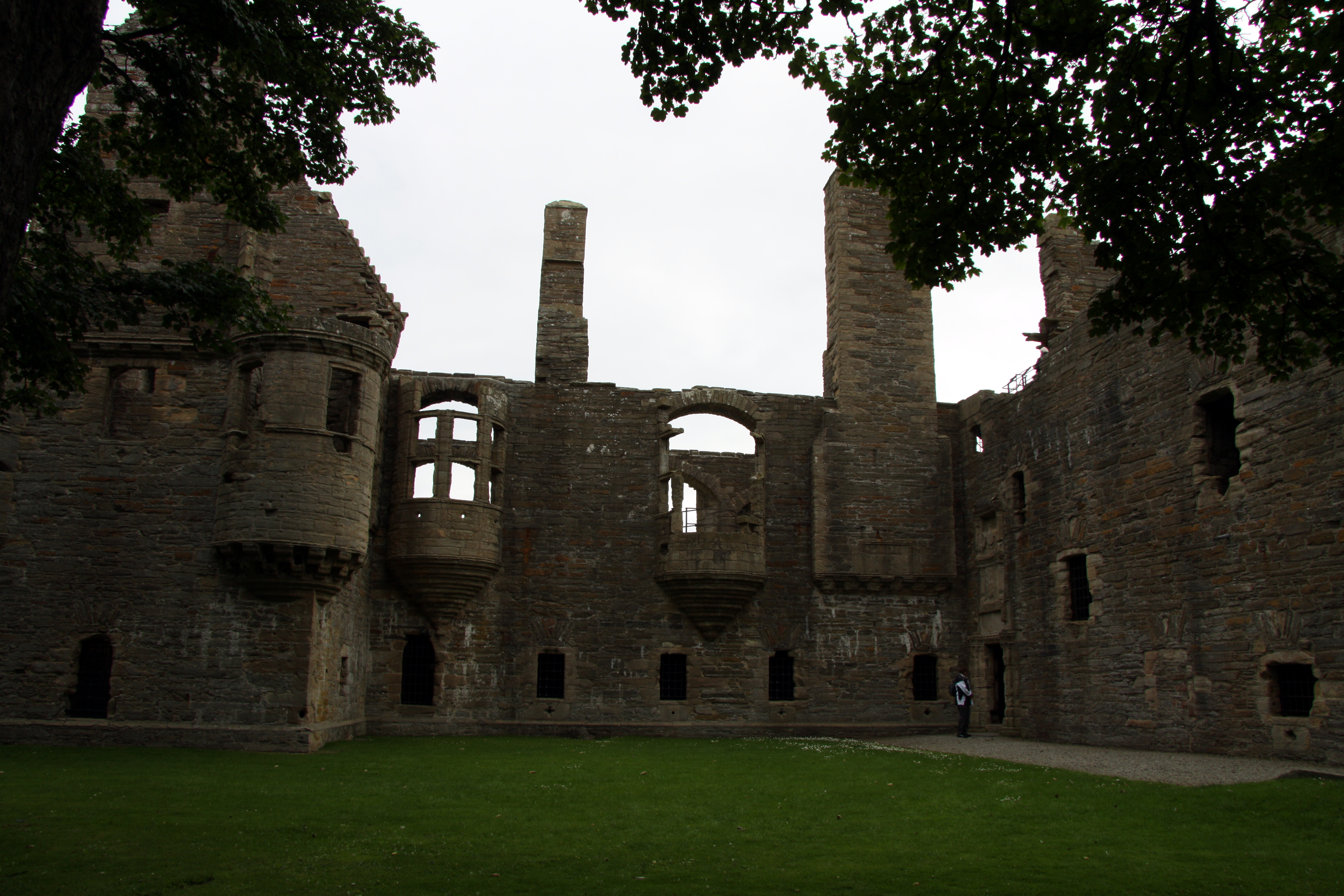
Le rovine del palazzo

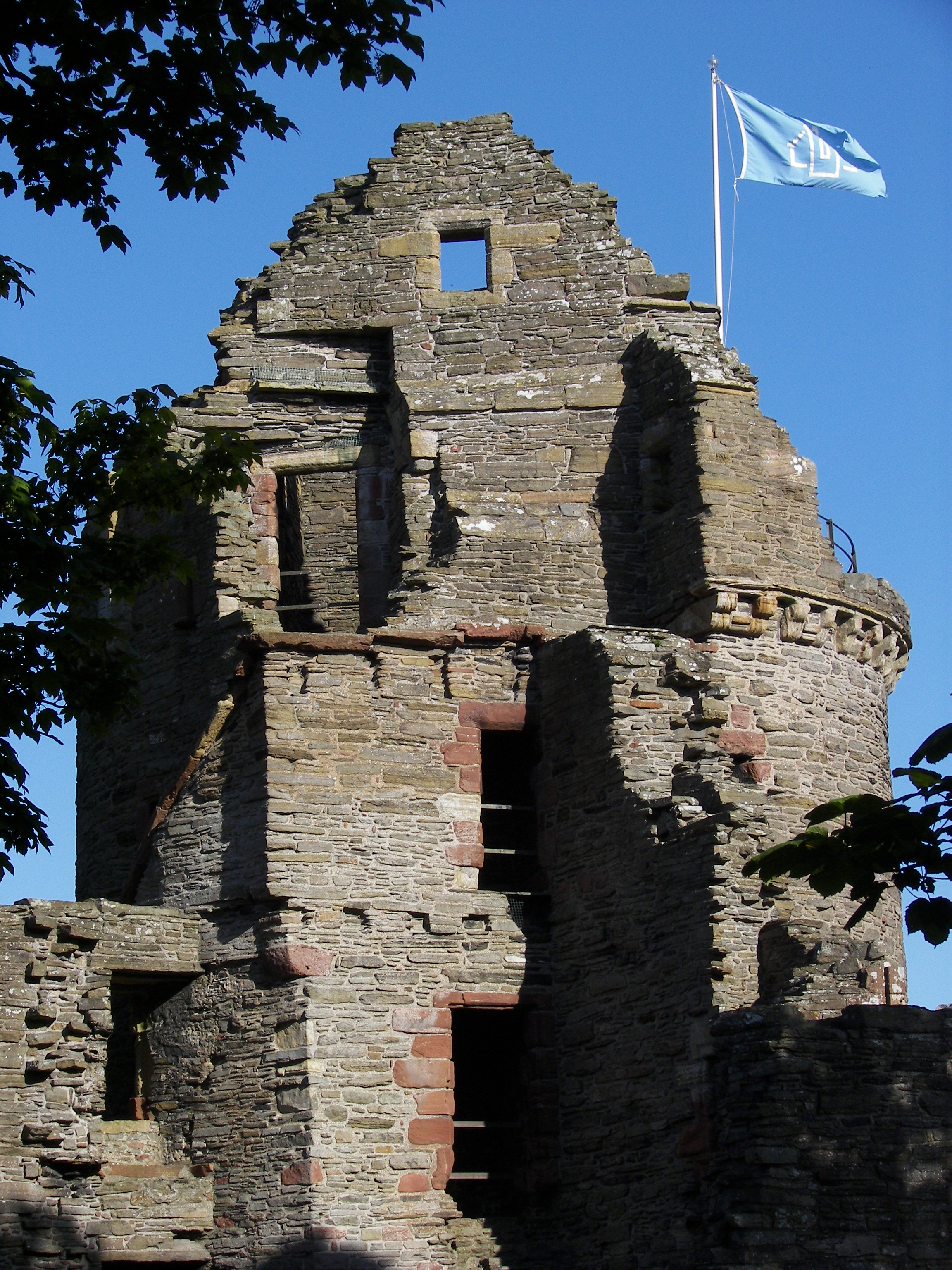
Parte delle rovine del palazzo

Il palazzo del conte (in inglese: Earl's Palace) è uno storico edificio in rovina della cittadina scozzese di Kirkwall, nell'isola di Mainland (isole Orcadi), fatto costruire tra il 1601 e il 1607 ca. da Patrick Stewart, conte delle Orcadi.
Il palazzo è posto sotto la tutela dello Historic Environment Scotland.

## Storia
Il terreno su cui sorge il palazzo fu ceduto, insieme all'annesso Palazzo del Vescovo (Bishop's Palace) da re Giacomo VI di Scozia a Patrick Stewart (soprannominato "Black Patie"), conte delle Orcadi e figlio illegittimo di re Giacomo V di Scozia, nel maggio del 1600.
Già l'anno seguente, Patrick Stewart, per rafforzare il proprio potere e la propria influenza, fece costruire per sé un sontuoso palazzo in stile rinamentale francese, che doveva essere incorporato all'interno delle rovine del Palazzo del Vescovo (rimasto disabitato dal 1688). Pare che Stewart si avvalse anche della supervisione di architetti francesi.
La costruzione del palazzo terminò nel 1607, ma poco dopo la costruzione, Patrick Stewart venne arrestato e i lavori non proseguirono.
Con l'uscita di scena di Patrick Stewart, il palazzo fu dapprima occupato nel 1614 dopo una ribellione dal figlio di quest'ultimo, Robert. L'anno seguente, dopo che sia Robert che Patrick furono giustiziati, vi insediarono i vescovi.
In seguito, il palazzo rimase disabitato e già nel 1705 era in uno stato di rovina.
Nel 1745, il palazzo fu privato definitivamente del tetto e l'ardesia con cui era stato realizzato venne venduta.

## Architettura
Il palazzo, situato nei pressi della cattedrale di San Magnus, è un edificio a due piani con una struttura a "L".
Al primo piano si trova la sala principale (Great Hall), che misura 16 metri di lunghezza e che è ornata da due caminetti. Il palazzo comprende inoltre numerose camere per gli ospiti.